# Muzaffarbek Turoboyev
Muzaffarbek Turoboyev, né le 5 avril 2000, est un judoka ouzbek.

## Carrière
Il remporte la médaille d'or dans la catégorie des moins de 100 kg lors des Championnats du monde 2022 à Tachkent.

## Palmarès

### Compétitions internationales
| Année | Compétition                     | Lieu      | Résultat | Catégorie       |
| ----- | ------------------------------- | --------- | -------- | --------------- |
| 2021  | Championnats d'Asie             | Bichkek   | 3e       | Moins de 100 kg |
| 2021  | Championnats du monde           | Budapest  | 3e       | Par équipes     |
| 2022  | Jeux de la solidarité islamique | Konya     | 1er      | Moins de 100 kg |
| 2022  | Championnats du monde           | Tachkent  | 1er      | Moins de 100 kg |
| 2023  | Jeux asiatiques                 | Hangzhou  | 1er      | Moins de 100 kg |
| 2024  | Championnats d'Asie             | Hong Kong | 1er      | Moins de 100 kg |
| 2024  | Jeux olympiques                 | Paris     | 3e       | Moins de 100 kg |

### Masters mondial, Tournois Grand Chelem et Grand Prix
| Année | Compétition     | Lieu     | Résultat | Catégorie       |
| ----- | --------------- | -------- | -------- | --------------- |
| 2021  | Grand Chelem    | Tachkent | 3e       | Moins de 100 kg |
| 2021  | Grand Chelem    | Tbilissi | 3e       | Moins de 100 kg |
| 2022  | Grand Chelem    | Paris    | 3e       | Moins de 100 kg |
| 2023  | Masters mondial | Budapest | 1er      | Moins de 100 kg |
| 2024  | Grand Chelem    | Tachkent | 1er      | Moins de 100 kg |